# Cosmopterix inaugurata
Cosmopterix inaugurata là một loài bướm đêm thuộc họ Cosmopterigidae. Nó được tìm thấy ở Brasil (Para) và Guyana.
Con trưởng thành được ghi nhận vào tháng 4 và tháng 11. Cánh trước dài 3,7-4,2 mm.